# Karides güveç

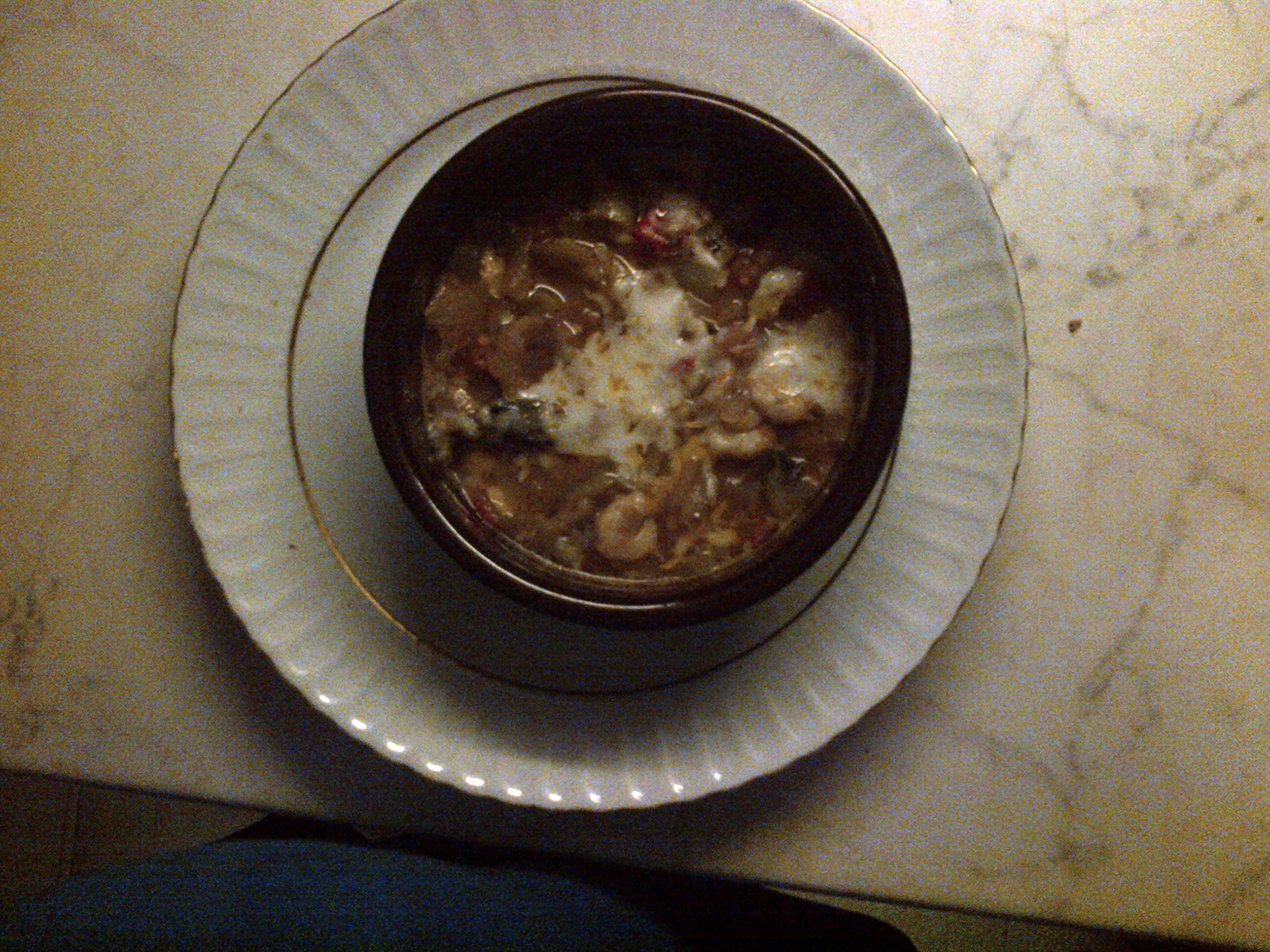
Karides güveç, un plato de la cocina turca hecho, al horno, con gambas o camarones y en una cazuela de barro.

Karides güveç (en idioma turco) son camarones o gambas  hechos al horno en un "güveç" (recipiente de barro) al estilo turco.
El plato es parecido a gambas al ajillo, pero de extra tiene cebolla picada, tomates, champiñones y bastante queso rallado para derretir. Los otros ingredientes son "salça" (una pasta de tomate especial de Turquía), mantequilla, pimentón rojo y pimiento verde, ajo y algún tipo de chile picante picado o molido. 
En la gastronomía turca karides güveç se considera un meze, o entrante, caliente, y un plato de "meyhane" (taberna turca) donde se come en compañía de vino, rakı o cerveza. 